# ルイス・ヒメネス・アランダ

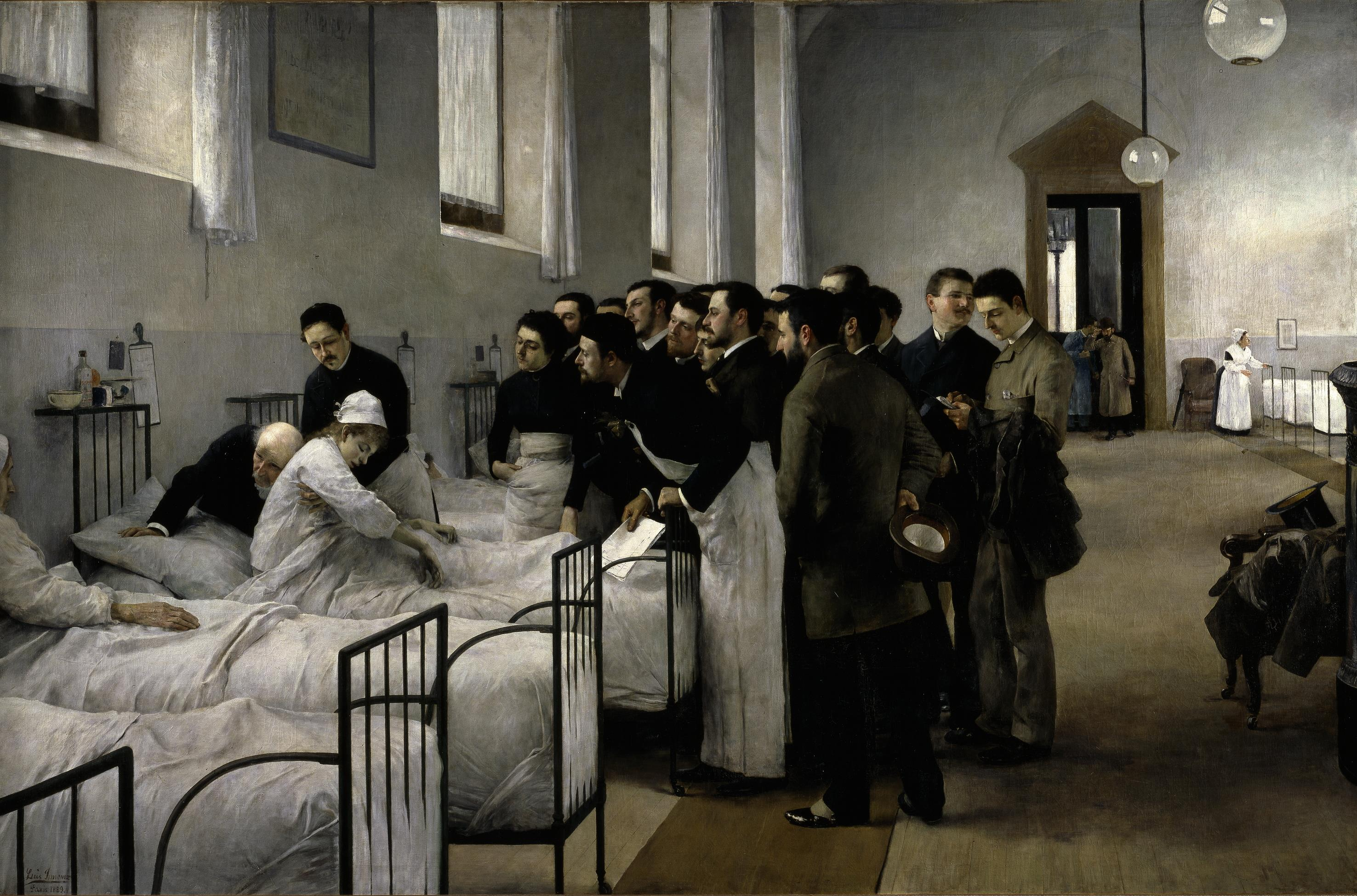
患者を訪れる主治医(1889)

ルイス・ヒメネス・アランダ（Luis Jiménez y Aranda、1845年6月21日 - 1928年3月1日）はスペインの画家である。1876年からはフランスで活動していた。

## 略歴
セビリアで生まれた。兄のホセ・ヒメネス・アランダ(1837年-1903年)、弟のマヌエル・ヒメネス・アランダ(1849年-1904年)も画家になった。兄から絵を学んだ後、セビリアの王立美術学校(Real Academia de Bellas Artes de Santa Isabel de Hungría)でエドゥアルド・カノ・デ・ラ・ペーニャ(Eduardo Cano de la Peña)やアントニオ・カブラル・ベハラノ(Antonio Cabral y Bejarano)に学んだ。セビリア時代は兄や、マヌエル・カブラル(Manuel Cabral Aguado-Bejarano)と活動した。1864年のスペインの全国展(Exposición nacional)に初めて歴史画を出展した 。
帰国後はパトロンのために4点の作品を描くというう約束で4年間の留学資金を得て、1868年からローマに留学した。ローマには1876年まで滞在し、ホセ・ビジェガス・コルデロやフランシスコ・ペラルタ・デル・カンポといったアンダルシアの画家たちと共同生活を送り、マドリード出身の画家、エドゥアルド・ロサレスのスタジオで修行したとされている。
1876年にパリに移り、スタジオを開き、1877年にはフランスの市民権を得た。パリの画商、アドルフ・グーピル(Adolphe Goupil)と取引した。サロン・ド・パリに、毎年出展し、評価された、1889年の「パリ万国博覧会の婦人」や「患者を訪れる主治医」などの作品が人気になった。
スペインの雑誌「La illustración Espanola y Americana」にパリの流行に関する記事を寄稿し、スペイン全国展には出展を続けた。1880年からパリで活動するようになったセビリア出身の画家エミリオ・サンチェス・ペリエ(Emilio Sánchez Perrier)の影響を受けて、作品を戸外で制作することも多くなった。20世紀に入るころ、印象派の画家たちの多くが住んだ、ポントワーズに移った。

## 作品

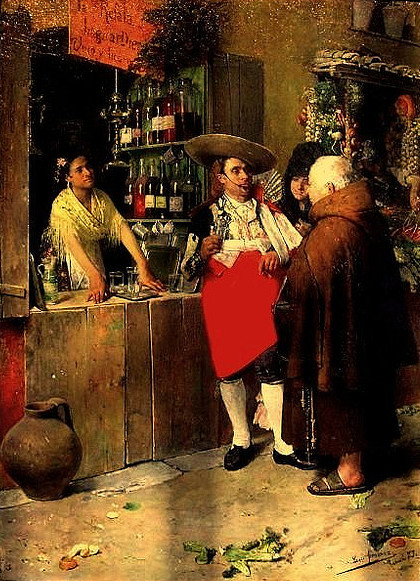
スペインのワイン・ショップ(1876)
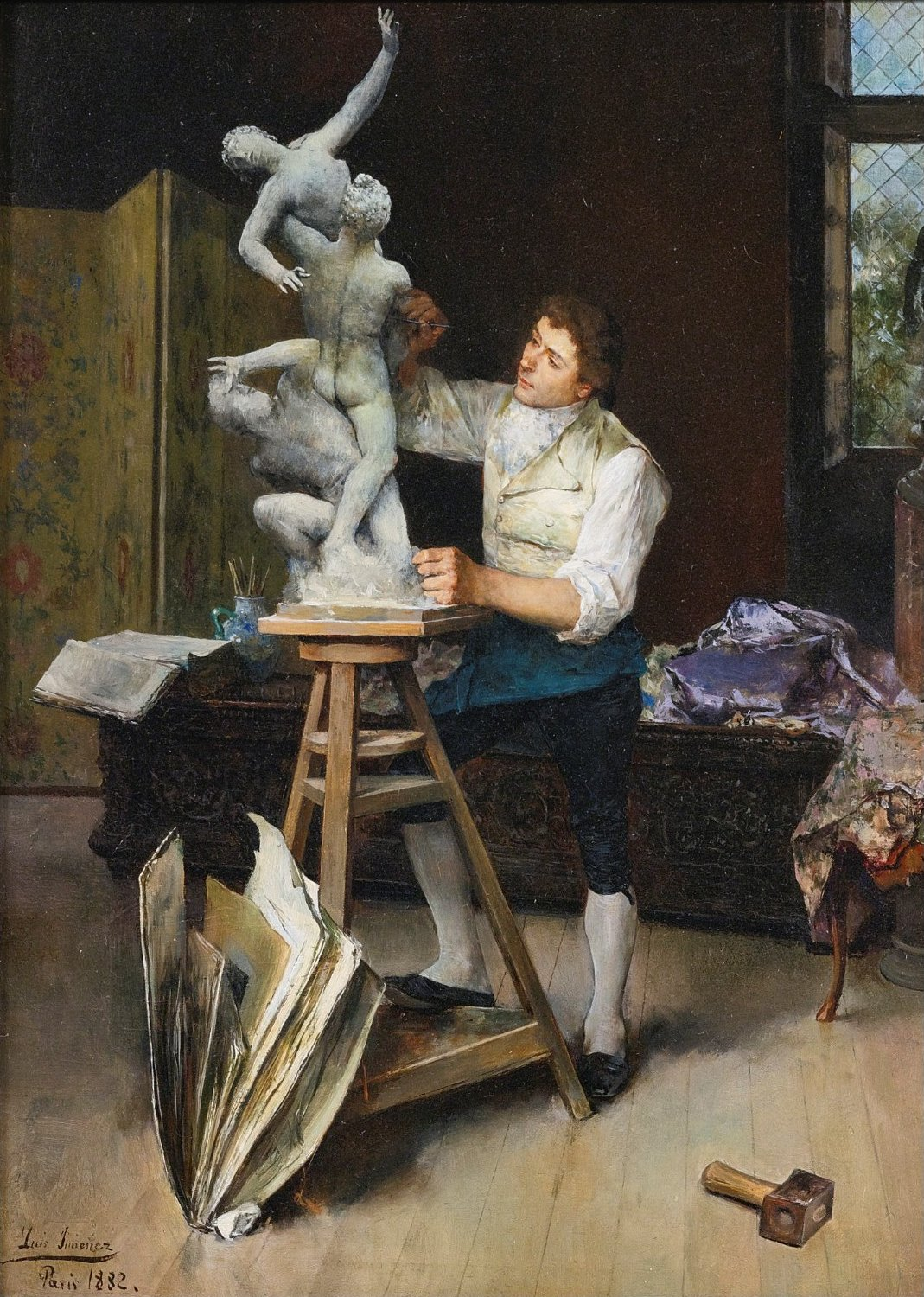
彫刻家 (1882)
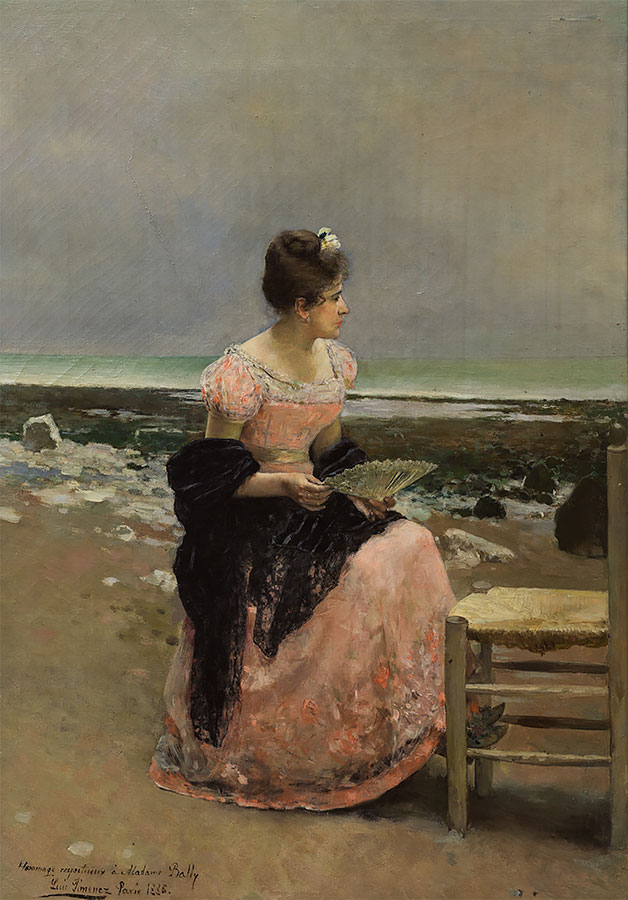
海岸の女性(1886)
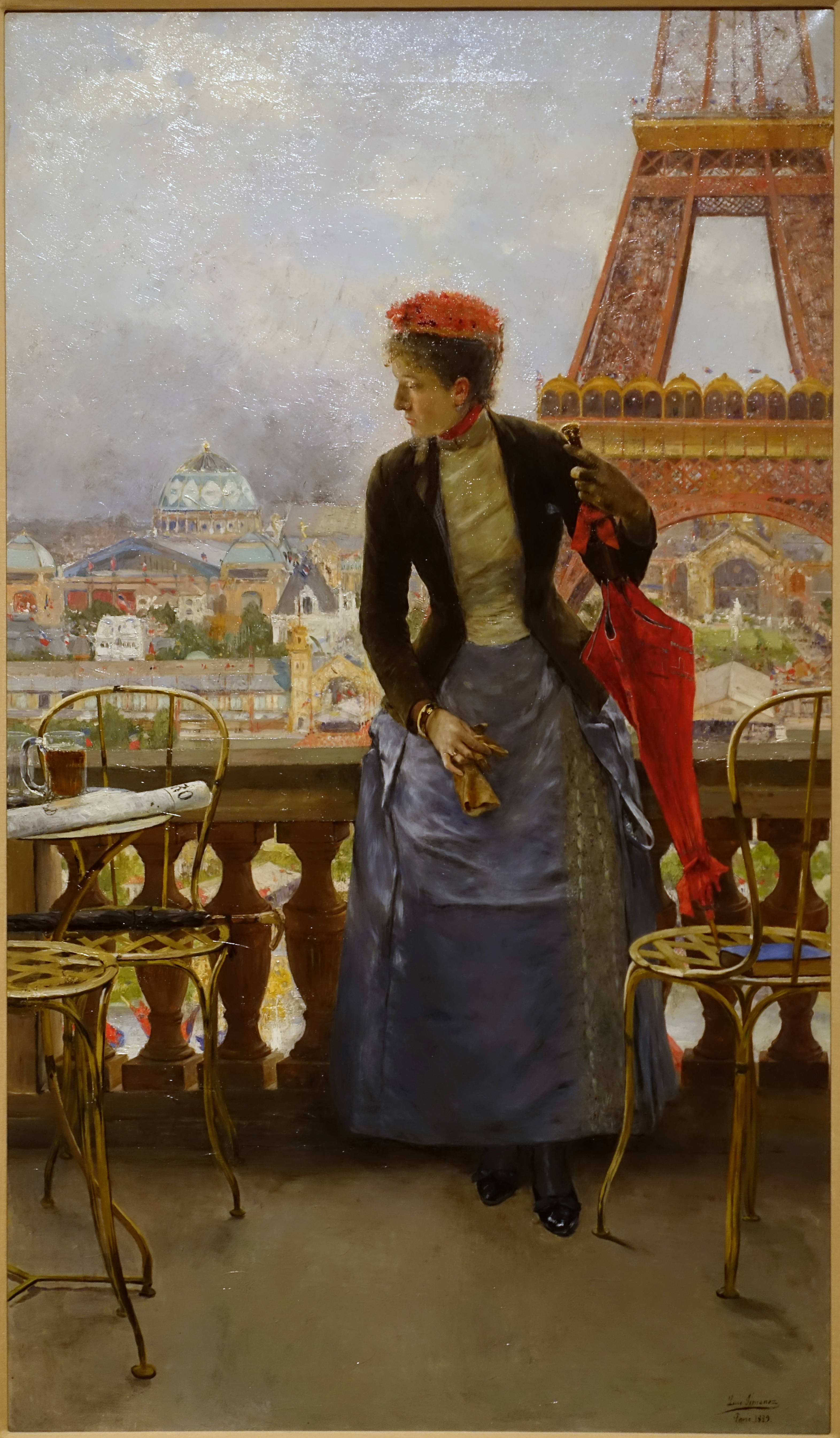
「パリ万国博覧会の婦人」(1889)
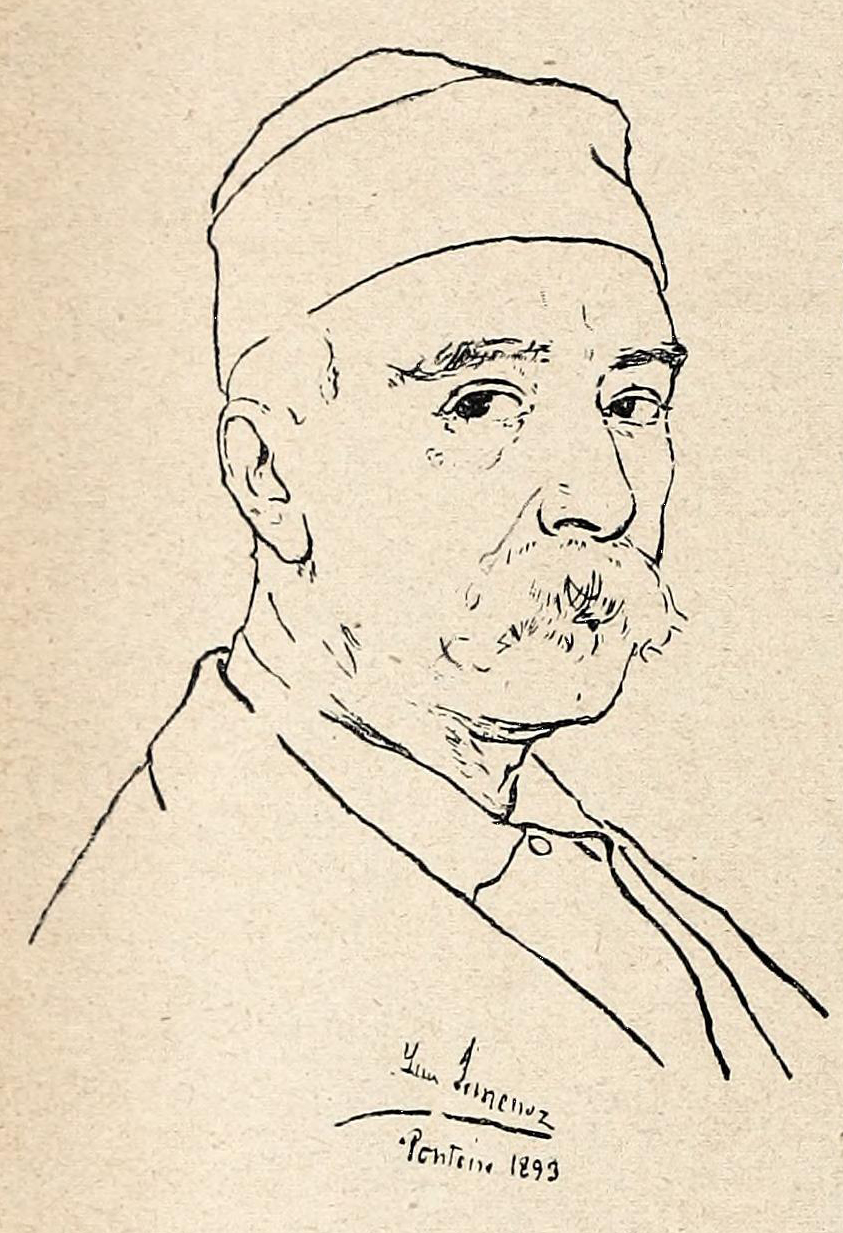
自画像